# Jacques Rutty
Jacques-Samuel Rutty (* 17. März 1849 in Genf; † 22. Dezember 1927 ebenda) war ein Schweizer Jurist und Politiker.

## Leben

### Familie
Jacques Rutty war das älteste Kind des Landwirts, Graveurs und späteren Genfer Grossrats und Kaufmanns Philippe Antoine Rutty (* 3. April 1822 in Cologny; † 28. April 1878) und dessen Ehefrau Jeanne Pierrette (* 21. Mai 1820 in Carouge; † 22. September 1877 in Genf), die Tochter von Jean-Pierre Roquette (1795–1856), er hatte noch drei Geschwister.
Er war seit 1875 mit Pierrette Judith, der Tochter des Uhrmachers Antoine Etienne Barbier, verheiratet; gemeinsam hatten sie zwei Töchter, die 1889 bei einem Verkehrsunfall ums Leben kamen.
Seine Beisetzung erfolgte auf dem Friedhof von Vandœuvres.

### Werdegang
Jacques Rutty wurde 1874 Lizenziat der Rechte an der Universität Genf. Nach seinem Abschluss in Rechtswissenschaften, liess er sich in Vandœuvres als Rechtsanwalt nieder und war unter anderem als Wirtschaftsanwalt tätig, aber auch als Verteidiger bei Kapitalverbrechen; der Jurist Paul Georg Kasser (1876–1945) erhielt bei ihm eine juristische Ausbildung. 1912 verteidigte er seinen Freund, den ehemaligen Staatsrat und Vizepräsidenten des Grossen Rats, Eugène Berlie (1859–1939), in einer Gerichtsverhandlung wegen Urkundenfälschung, Vertrauensmissbrauch und Unterschlagung; Berlie wurde zu neun Jahren Zuchthaus verurteilt.
Von 1882 bis 1914 war er Ersatzrichter am Zivilgericht und seit 1926 Richter am Kassationshof.
Er war Mitglied des Verwaltungsrats der Tageszeitung Journal de Genève.

### Politisches und gesellschaftliches Wirken
Jacques Rutty war ein Gegner der radikalen Politik von Antoine Carteret und war 1875, gemeinsam unter anderem mit Gustave Ador, Marc-Eugène Richard und Albert Dunant (1843–1929), Mitgründer des Genfer Parti démocratique (siehe Demokratische Partei (Schweiz)); so hielt er unter anderem 1879 eine Rede vor einem Publikum von 2.000 Zuhörern. Von 1909 bis 1914 war er Präsident der Partei.
Von 1878 bis 1919 sass er im Genfer Grossrat, dessen Präsident er von 1890 bis 1892 war. Er amtierte von 1890 bis 1914 als Gemeindepräsident von Vandœuvres.
1889 brachte er im Grossen Rat einen Gesetzentwurf ein, in dem er den Vorschlag einbrachte, dass jemand, der ein festbesoldetes Staatsamt ausübt, keinen Sitz im Grossrat erhalten sollte, weil dieser über die eigene Geschäftsführung urteile könne, und die Höhe seiner Besoldung bestimme.
1893 wurde ihm als dänischer Konsul das Exequatur erteilt, trat aber 1897 von seinem Amt wieder zurück.
Er war vom 4. Dezember 1893 bis zum 6. Dezember 1896 und vom 1. Dezember 1902 bis zum 3. Dezember 1911 liberal-demokratischer Genfer Nationalrat sowie, als Nachfolger von Marc-Eugène Richard, vom 7. Dezember 1914 bis zum 3. Dezember 1922 Ständerat, eine erneute Aufstellung zur Wahl lehnte er 1922 ab.
Im Nationalrat kam er 1893 in die Kommission, die gebildet worden war, um das Anarchistengesetz zu entwickeln.
1896 war er Vizepräsident der Kommission, die für das Schweizerdorf im Rahmen der Schweizerischen Landesausstellung zuständig war.
Er setzte sich 1902 für eine Änderung des Grossratsreglements ein, dass 1847 geschaffen wurde und inzwischen veraltet sei.
Von 1915 bis 1924 leitete er als Staatsrat das Departement Justiz und Polizei; in dieser Zeit war er 1917 Vizepräsident des Staatsrats, eine Wiederwahl lehnte er jedoch ab. 1921 erfolgte seine Wahl zum Präsidenten des Staatsrats.
1906 gehörte er der Redaktionskommission des Schweizer Zivilgesetzbuchs an. Im selben Jahr setzte er sich für die Rückgabe der Notre-Dame-Kirche in Genf an die römisch-katholische Gemeinde ein, stiess hierbei aber auf Widerstand im Staatsrat. Der Grosse Rat setzte jedoch die sogenannte Notre-Dame-Kommission ein und liess den Vorschlag prüfen.
Er war 1914 Vorsitzender des Komitees für das Pièce historique bei den Feierlichkeiten zum hundertsten Jahrestag des Beitritts von Genf zur Schweizerischen Eidgenossenschaft (siehe Geschichte des Kantons Genf#1815–1830: Restauration).
1916 wurde er zum ersten Vizepräsidenten der Kommission bestellt, die sich mit dem Rekurs der Kriegssteuer (siehe Direkte Bundessteuer) beschäftigte.
Er war seit 1919 an den Verhandlungen mit Savoyen wegen der Freizonenfrage beteiligt.
1921 reichte er eine Motion ein, in der er vorschlug, die Bundesvorschriften über den Fremdenverkehr wieder aufzuheben und zu den verwaltungsrechtlichen Zuständen der Vorkriegszeit zurückzukehren.
Er zog sich 1924 aus dem politischen Leben zurück.
In der Schweizer Armee hatte er den Dienstgrad eines Hauptmanns.
Als Jacques Rutty starb, war er Schatzmeister der 1889 gegründeten Interparlamentarischen Union.

## Mitgliedschaften
Jacques Rutty gehörte dem Schweizerischen Zofingerverein an und war später Präsident der Altzofinger.
1897 nahm er an der Sitzung des Schweizerischen Vereins für Straf- und Gefängniswesen und der Interkantonalen Vereinigung der schweizerischen Schutzaufsichtsvereine in Bern und Witzwil teil.
Er war Mitglied des Schweizerischen Juristenvereins.
1881 war er Präsident des Cercle démocratique in Genf.
Er hatte 1902 während einer Tagung den Vorsitz des Eidgenössischen Anwaltsverbands (siehe Schweizerischer Anwaltsverband); 1910 war er zweiter Vizepräsident des Verbands.

## Ehrungen und Auszeichnungen
Nach Jacques Rutty wurde die Chemin Jaques-Rutty in Vandœuvres zu seiner Erinnerung benannt.